# Conclave (film)
Conclave è un film del 2024 diretto da Edward Berger.
La pellicola è l'adattamento cinematografico dell'omonimo romanzo di Robert Harris, interpretata da Ralph Fiennes, Stanley Tucci, John Lithgow, Sergio Castellitto e Isabella Rossellini.
Il film ha ottenuto vari riconoscimenti, tra cui quattro premi BAFTA, un Golden Globe e un premio Oscar, in particolare, vincendo in tutti e tre i casi nella categoria miglior sceneggiatura non originale. La pellicola è stata inserita dal National Board of Review nella lista dei migliori dieci film dell'anno.

## Trama
Dopo l'improvvisa morte di papa Gregorio XVII per un attacco di cuore, il collegio cardinalizio si riunisce in conclave per eleggere il nuovo pontefice, sotto la guida del cardinal decano, il britannico Thomas Lawrence. I quattro candidati principali al soglio pontificio sono lo statunitense Aldo Bellini, liberale in linea con le idee del defunto papa, il nigeriano Joshua Adeyemi, conservatore sociale, il canadese Joseph Tremblay, conservatore tradizionale, e l'italiano Goffredo Tedesco, tradizionalista reazionario. Lo stesso Lawrence è considerato papabile, ma egli nutre dubbi sulla propria fede e spera di lasciare Roma non appena portato a termine il gravoso compito di gestire il conclave. Il collegio è sorpreso dall'arrivo all'ultimo momento di Vincent Benitez, un missionario messicano da poco divenuto arcivescovo di Kabul, nominato cardinale in pectore dal pontefice poco prima della morte. Confermata la nomina, Benitez viene ammesso in extremis al conclave.
Alla cerimonia inaugurale Lawrence tiene un'omelia in cui incoraggia i cardinali a scegliere un papa umanamente imperfetto, ma alcuni interpretano le sue parole come una dichiarazione delle proprie ambizioni, e il decano catalizza perciò le preferenze dei liberali; Bellini esprime il suo disappunto, nonostante avesse dichiarato di non desiderare il papato se non per impedire a Tedesco di diventare pontefice: se questi fosse eletto, date le sue posizioni estremamente tradizionalistiche, annullerebbe infatti le numerose riforme all'ordine ecclesiastico attuate dai liberali negli ultimi decenni. In seguito Lawrence viene a sapere dal suo assistente, monsignor Raymond O'Malley, che Benitez era vicino al papa, il quale gli aveva finanziato un viaggio in Svizzera per ignote ragioni mediche, poi annullato; inoltre scopre da padre Wozniak, confidente del pontefice, che Gregorio XVII aveva chiesto le dimissioni di Tremblay poche ore prima di morire. Tremblay però lo nega.
Al primo scrutinio nessun candidato si avvicina alla maggioranza dei due terzi: Adeyemi ha un leggero vantaggio rispetto a Tedesco, Bellini e Lawrence si dividono i voti dei liberali, i quali, in assenza di un candidato unitario, alla seconda votazione spostano le loro preferenze su Adeyemi, di cui Bellini disprezza la forte omofobia; ma la mattina dopo il terzo scrutinio si verifica una scenata imbarazzante tra Adeyemi e Shanumi, una suora nigeriana. Dopo aver parlato con suor Shanumi e Adeyemi, Lawrence scopre che i due in passato hanno avuto una relazione, dalla quale è nato un figlio dato in adozione; sebbene il decano abbia il dovere di mantenere il segreto della confessione, i pettegolezzi causati dalla scenata fanno deragliare la candidatura di Adeyemi nelle votazioni successive. Consapevole di non poter più diventare papa, Bellini cede il suo sostegno a Tremblay al solo scopo di bloccare Tedesco.
Suor Agnes, direttrice degli alloggi, informa Lawrence che ad organizzare il trasferimento di Shanumi in Vaticano per affossare Adeyemi è stato Tremblay; quando il decano lo affronta, il cardinale conferma tutto, ma afferma anche in modo poco convincente di averlo fatto su richiesta del papa e di non essere mai stato a conoscenza del legame della suora con Adeyemi. Lawrence decide allora di entrare negli alloggi del defunto pontefice, dove scopre, nascosti in uno scomparto segreto, dei documenti che provano che Tremblay aveva comprato i voti dei cardinali, macchiandosi di simonia. Bellini esorta Lawrence a bruciarli per evitare che la corruzione della Chiesa susciti uno scandalo, lasciandogli intendere che lui stesso abbia accettato una tangente, ma il decano e suor Agnes sbugiardano Tremblay davanti ai cardinali, distruggendone così la candidatura. Tedesco e Lawrence rimangono quindi gli unici candidati rimasti, anche se Benitez, che si era sempre schierato a favore di Lawrence, ha via via guadagnato un sorprendente consenso.
Al sesto scrutinio, mentre un riluttante Lawrence si appresta a votare per sé stesso, un kamikaze compie un attentato a Roma, uccidendo molte persone e danneggiando parzialmente la Cappella Sistina, mentre contemporaneamente altri atti terroristici si verificano in diverse sedi cattoliche europee. Tedesco ne approfitta per scagliarsi contro gli islamisti e il relativismo dei liberali, chiedendo a gran voce una guerra di religione. Interviene Benitez, il quale sostiene che affrontare la violenza con la violenza va contro i principi della Chiesa, affermando di essersi reso conto del vero costo della guerra durante il suo servizio nelle zone di conflitto sparse nel mondo; paragonando le guerre alle lotte intestine dei cardinali, il missionario li invita a operare con amore, non su presupposti politici, e concentrarsi sul futuro, non sul passato. Commossi, i cardinali eleggono Benitez come papa Innocenzo XIV al settimo scrutinio.
Poco dopo la nomina Lawrence apprende da O'Malley che la visita medica annullata da Benitez era finalizzata a un'isterectomia. Quando Lawrence gli chiede un chierimento in privato, papa Innocenzo gli spiega di essere intersessuale: assegnato al sesso maschile alla nascita, non aveva mai saputo di avere anche l'utero e le ovaie fino a una recente appendicectomia; il defunto pontefice aveva voluto nominarlo cardinale indipendentemente dalla sua condizione. Papa Innocenzo aggiunge di aver scelto di lasciare intatto i suoi organi femminili per continuare a essere «Come Dio lo ha fatto». Accettando di mantenere il segreto di Benitez e di affidare a Dio l'ispirazione divina dei risultati, Lawrence ascolta sereno la folla che acclama l'elezione del nuovo papa.

## Produzione
Annunciato nel maggio 2020, il film ha avuto dei ritardi a causa della storia trattata.
Le riprese si sono svolte prevalentemente negli studi di Cinecittà a Roma e nella Reggia di Caserta nel gennaio 2023.

## Promozione
Il primo trailer del film è stato distribuito sul canale YouTube di Focus Features il 18 luglio 2024.

## Distribuzione
Il film è stato presentato in anteprima mondiale il 30 agosto 2024 al Telluride Film Festival. È uscito nelle sale statunitensi il 25 ottobre 2024, mentre in quelle italiane il 19 dicembre dello stesso anno.

## Accoglienza

### Incassi
A fronte di un budget di 20 milioni di dollari, il film ha incassato 32580655 $ in Nord America e 94859737 $ nel resto del mondo, per un totale di 127440392 $. In Italia ha incassato 6642549 €.

### Critica
Il film è stato accolto positivamente dalla critica. Sull'aggregatore di recensioni Rotten Tomatoes ha un indice di gradimento del 93% basato su 332 recensioni, con un voto medio di 8,1 su 10. Su Metacritic ottiene un punteggio di 79 su 100 basato su 54 recensioni.
Kyle Buchanan del New York Times definisce il film «esattamente ciò che attrarrà la giuria degli Oscar, che amano premiare un racconto dirompente purché sia ben fatto e con un pizzico di rilevanza sociale», mentre Benjamin Lee del Guardian gli dà 4 stelle su 5, definendolo un buon thriller con un ottimo cast e lodando in particolar modo la performance di Fiennes.
Angelus, settimanale dell'Arcidiocesi di Los Angeles, ha elogiato l'interpretazione degli attori principali, scrivendo al contempo: "Il problema non è che [Conclave] sia pieno di pregiudizio contro la Chiesa cattolica, ma che sia un film scadente […] Il discorso cruciale [di Benitez] è così pieno di banalità che sembra scritto con ChatGPT". Il prelato statunitense Robert Barron lo ha definito "un film sulla Chiesa cattolica che sembra sia stato scritto dal comitato editoriale del New York Times".
Nella stampa italiana Davide Turrini in una recensione su Il Fatto Quotidiano ha evidenziato l'abbondante uso di cliché nella pellicola. Avvenire (pubblicazione della CEI) l'ha definita "un'involontaria parodia".

## Riconoscimenti
- 2025 – Premio Oscar
  - Miglior sceneggiatura non originale a Peter Straughan
  - Candidatura per il miglior film
  - Candidatura per il miglior attore protagonista a Ralph Fiennes
  - Candidatura per la miglior attrice non protagonista a Isabella Rossellini
  - Candidatura per il miglior montaggio a Nick Emerson
  - Candidatura per la miglior colonna sonora a Volker Bertelmann
  - Candidatura per la miglior scenografia a Suzie Davies
  - Candidatura per i migliori costumi a Lisy Christl
- 2025 – Golden Globe[15]
  - Miglior sceneggiatura non originale a Peter Straughan
  - Candidatura per il miglior film drammatico
  - Candidatura per il miglior regista a Edward Berger
  - Candidatura per il miglior attore protagonista a Ralph Fiennes
  - Candidatura per la miglior attrice non protagonista a Isabella Rossellini
  - Candidatura per la miglior colonna sonora originale
- 2025 – Premio BAFTA
  - Miglior film
  - Miglior film britannico
  - Migliore sceneggiatura non originale a Peter Straughan
  - Miglior montaggio a Nick Emerson
  - Candidatura per il miglior regista a Edward Berger
  - Candidatura per il miglior attore protagonista a Ralph Fiennes
  - Candidatura per la migliore attrice non protagonista a Isabella Rossellini
  - Candidatura per la migliore fotografia a Stéphane Fontaine
  - Candidatura per la migliore scenografia a Suzie Davies
  - Candidatura per i migliori costumi a Lisy Christl
  - Candidatura per la migliore colonna sonora a Volker Bertelmann
  - Candidatura per il miglior casting
- 2025 – Screen Actors Guild Award
  - Miglior cast corale
  - Candidatura per il miglior attore protagonista a Ralph Fiennes
- 2024 – National Board of Review Award
  - Migliori dieci film dell'anno
- 2025 – Critics' Choice Award
  - Miglior sceneggiatura non originale a Peter Straughan
  - Miglior cast corale
  - Candidatura per il miglior film
  - Candidatura per il miglior regista a Edward Berger
  - Candidatura per il miglior attore protagonista a Ralph Fiennes
  - Candidatura per la miglior attrice non protagonista a Isabella Rossellini
  - Candidatura per la miglior fotografia a Stéphane Fontaine
  - Candidatura per il miglior montaggio a Nick Emerson
  - Candidatura per i migliori costumi a Lisy Christl
  - Candidatura per la miglior scenografia a Suzie Davies
  - Candidatura per la miglior colonna sonora a Volker Bertelmann